# Samet Akaydin
Samet Akaydin (Trebisonda, 13 de marzo de 1994) es un futbolista turco que juega en la demarcación de defensa para el Çaykur Rizespor de la Superliga de Turquía.

## Selección nacional
Tras jugar con las categorías inferiores de la selección, finalmente el 19 de noviembre de 2022 hizo su debut con la selección de Turquía en un partido amistoso contra República Checa que finalizó con un resultado de 2-1 a favor del combinado turco tras los goles de Enes Ünal y Hakan Çalhanoğlu para Turquía, y de Václav Černý para República Checa.

### Participaciones en Eurocopas
| Copa          | Sede     | Resultado        | Partidos | Goles |
| ------------- | -------- | ---------------- | -------- | ----- |
| Eurocopa 2024 | Alemania | Cuartos de final | 4        | 1     |

## Clubes
| Club                         | País    | Año       | Partidos | Goles |
| ---------------------------- | ------- | --------- | -------- | ----- |
| Arsinspor                    | Turquía | 2013-2014 | 4        | 0     |
| Sancaktepe FK                | Turquía | 2014-2018 | 139      | 9     |
| Şanlıurfaspor                | Turquía | 2018-2019 | 34       | 3     |
| Ankara Keçiörengücü S. K.    | Turquía | 2019-2021 | 49       | 4     |
| Adana Demirspor              | Turquía | 2021-2023 | 58       | 5     |
| Fenerbahçe S. K.             | Turquía | 2021-2024 | 34       | 0     |
| Panathinaikos F. C. (cedido) | Grecia  | 2024      | 15       | 0     |
| Fenerbahçe S. K.             | Turquía | 2024-2025 | 7        | 1     |
| Çaykur Rizespor              | Turquía | 2025-     | 15       | 1     |

## Palmarés

### Títulos nacionales
| Título          | Club                | País    | Año  |
| --------------- | ------------------- | ------- | ---- |
| Copa de Turquía | Fenerbahçe S. K.    | Turquía | 2023 |
| Copa de Grecia  | Panathinaikos F. C. | Grecia  | 2024 |